# 伊萬·克雷洛夫

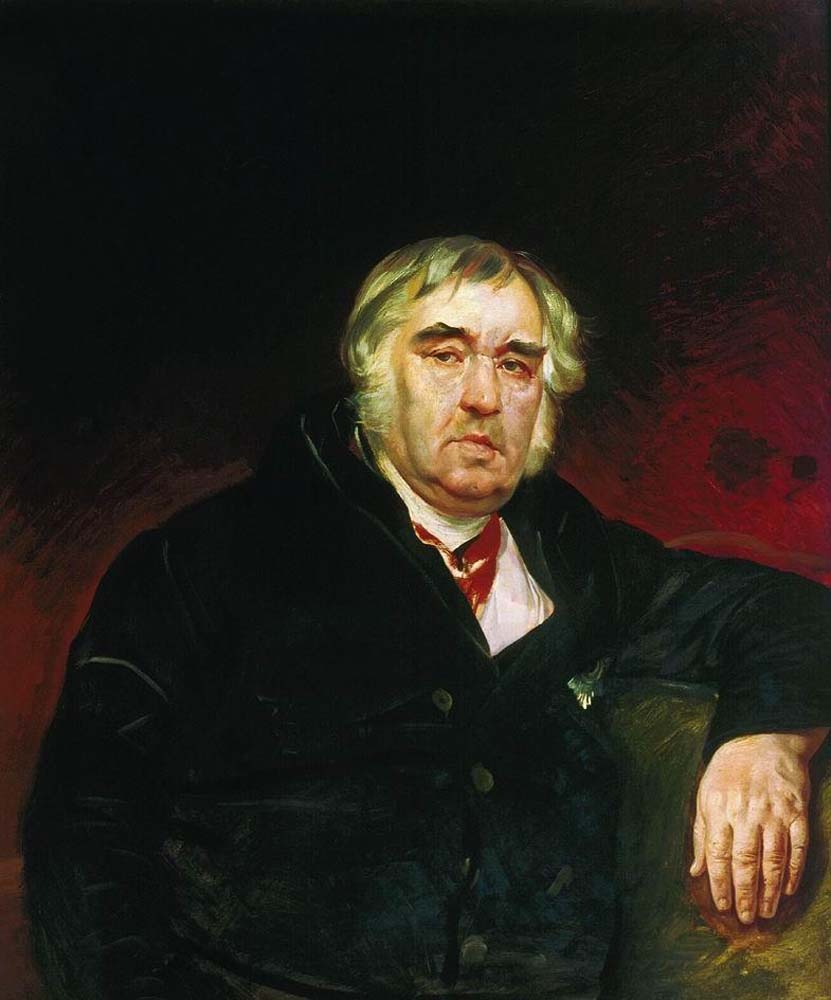
克雷洛夫

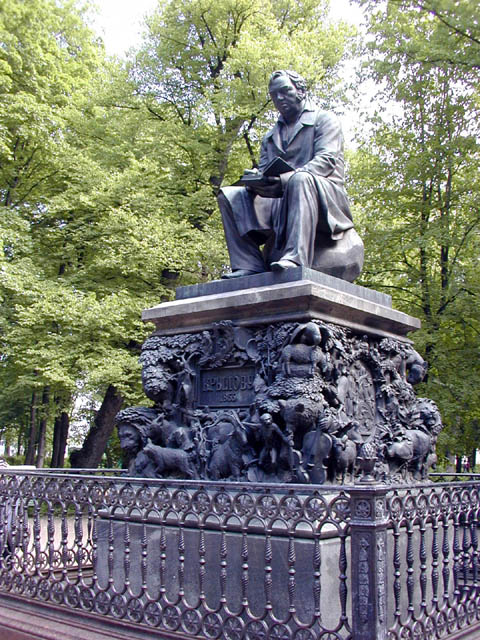
夏园里的克雷洛夫纪念像

伊万·安德烈耶维奇·克雷洛夫（俄语：Ива́н Андре́евич Крыло́в，羅馬化：Ivan Andreyevich Krylov，1769年2月13日—1844年11月21日），俄国著名的寓言作家，诗人，与伊索和拉·封丹齐名。他通过将寓言内容与现实紧密联系和自己幽默而朴实的语言风格使寓言突破了道德训诫的界限，成为了讽刺的利器。他通过寓言这一体裁将俄罗斯民间的生动朴实的语言引入俄罗斯文学，为俄罗斯文学的进一步发展奠定了基础。

## 生平与创作
克雷洛夫生在莫斯科，六岁时随退役的父亲回到伏尔加河畔的特维尔，没有上过正式的学校，只是自己在家读书，并在集市向各种卖艺者学习绘画，小提琴等。1783年全家迁到圣彼得堡居住，他也在税务局谋到了一个小职员的位置。当时恰逢冯维辛的喜剧《纨绔子弟》演出，克雷洛夫看过后下决心要当一个剧作家。并写出了剧本《用咖啡渣占卜的女人》。一个出版商买了剧本，克雷洛夫则借机向出版商要了莫里哀、拉辛、布瓦洛等人的作品。1788年克雷洛夫母亲去世，他辞去了公务员的工作，专心戏剧创作道路，先后写了多个剧本，以讽刺贵族的《摩登小店》和号召人民团结的《勇士伊利亚》最为成功，他还试图办过讽刺杂志，但所办刊物均在叶卡捷琳娜二世的高压下被迫停刊。
1804年克雷洛夫见到了俄国寓言作家德米特里耶夫，德米特里耶夫曾翻译过法国著名寓言作家拉·封丹的寓言。克雷洛夫也曾翻译过，就把自己译稿给德米特里耶夫看。德米特里耶夫非常赞赏克雷洛夫的译笔，并建议他可以写写寓言。不料这一写就一发不可收拾，克雷洛夫凭借寓言这一言简意赅的体裁奠定了自己在文学史上的地位。1809年克雷洛夫出版了他第一本寓言集，收录寓言23则，包括他改写的伊索和拉封丹的作品和他自己的创作，均用诗体写成，克雷洛夫本人希望通过寓言达到文学和文化启蒙的作用，正如他在《狼和小羊》中说的“我想把它写在一则寓言里，因为转弯抹角说出来的真理，别人就容易接受得多。”他的睿智、幽默而又通俗的语言，配上精彩的故事情节和带韵的诗体，使得他的寓言突破了道德训诫的界限，成为讽刺文学的精品，从而受到文学界和公众热烈的欢迎，广为流传。他的某些警句，如《鹰与鸡》一篇中的“鹰有时飞得比鸡还低，可是鸡却永远不能飞得像鹰这样高”至今仍脍炙人口。当时甚至发生过克雷洛夫改写的拉封丹的寓言又被译回法语，并比原作还受欢迎的事情。
1811年克雷洛夫被选为俄国科学院院士，继续撰写寓言讽刺上层甚至沙皇本人。1812年拿破仑入侵俄国，克雷洛夫密切关注战争局势写了一系列寓言。在库图佐夫决定放弃莫斯科，遭到上层不满和很多人责难时，克雷洛夫写了《大车队》、《乌鸦和母鸡》为库图佐夫辩护，指出此时最需要团结一致，不能各自为政。当拿破仑因遭到惨败而求和时，克雷洛夫写了《狼落狗舍》这一名篇。提醒人们认清拿破仑求和的本质。而当亚历山大一世以胜利者的姿态返回莫斯科时，杰尔查文、茹科夫斯基等克雷洛夫的老友都写了歌颂他的诗文，惟独克雷洛夫保持沉默，并为此而写了寓言《黄雀与刺猬》，自称“自知只能呼唤黎明，不是迎接太阳的歌手”。一八二五年末，克雷洛夫参加了支持十二月党人的杂志《北极星》的工作。十二月党人被镇压后，尼古拉一世想缓和和知名作家的关系，采取例如赦免流放的普希金等措施，所以克雷洛夫未受到牵连。他沉默了两年，随后又写了多篇作品，如《大炮和风帆》《剃刀》等。
晚年的克雷洛夫仍然思维敏捷，有人称赞他作品出的版数最多，他笑称我的作品是给孩子看得，孩子容易弄坏书，版次就多了。有一次一位作家一个劲儿的大谈特谈他自己的作品，占用了很多时间，然后问克雷洛夫有什么新作品，克雷洛夫随即写出了著名寓言《杰米扬的鱼汤》，讽刺虽然不错但多次重复而没有新义的事情。晚年的克雷洛夫很看重普希金，常和他散步并畅谈文学，普希金也推崇克雷洛夫为最有人民性的诗人。因此普希金的死给了克雷洛夫很大的震动与刺激，从此再也没有写一篇寓言。1838年“庆祝克雷洛夫文学活动五十周年”举办。1854年在圣彼得堡的夏园的中心地带，树立了克雷洛夫的坐像，使得他成为第一位被树立塑像的俄国作家。像为克雷洛夫捧书而坐，周围是他寓言中塑造的众多形象。

## 中文译本
- 《克雷洛夫寓言诗全集》，裴家勤译，中国第一个诗体克雷洛夫译本7805679975
- 《克雷洛夫寓言》 吴岩译 ISBN 7534223334
- 《克雷洛夫寓言》 辛未艾 ISBN 7532731642
- 《克雷洛夫寓言全集》（名著名译插图本）屈洪、岳岩 译 ISBN 978-7-02-003996-8 ，人民文学出版社